# 게임의 법칙: 인간사냥
"게임의 법칙: 인간사냥"은 2021년에 개봉한 대한민국의 영화이다.

## 캐스팅
- 김성수 : 정환 역
- 조경훈 : 동일 역
- 서영 : 미연 역
- 김세희 : 세희 역
- 박태진 : 대식 역
- 장영 : 봉수 역
- 권범택 : 오 회장 역
- 이달형 : 여의원 역
- 유지용 : 인석 역
- 윤준호 : 비서 역